# Досо
Вижте пояснителната страница за други значения на Досо.
Досо̀ (на френски: Dosso) е град в югозападен Нигер, административен център на региона Досо и департамента Досо. Населението му е около 89 000 души (2012).
Разположен е на 227 m надморска височина в долината на река Нигер, на 130 km югоизточно от столицата Ниамей и на 75 km северозападно от границата с Нигерия. Основан е през 1750 година от владетеля Абубакар, който го превръща в столица на създадената от него държава Досо.